# 生首
| ウィキペディアには「生首」という見出しの百科事典記事はありません（タイトルに「生首」を含むページの一覧/「生首」で始まるページの一覧）。 代わりにウィクショナリーのページ「なまくび」が役に立つかもしれません。 |